# Papa Chico (clown)
Pierre Hauters of beter bekend als Papa Chico is een Vlaamse clown, ondernemer en dj.

## Carrière
Hauters begon zijn carrière als dj en draaide in zijn begindagen op de meest exclusieve feesten in binnen en buitenland. Maar na 20 jaar begon het zware nachtleven zijn tol te eisen en hij schakelde over naar de kinderanimatie. Hij werd in heel Vlaanderen bekend als Papa Chico door de programma's "Schuif Af" en "De Kinderclub" bij VTM. Het goochelen deed hij samen met zijn assistent "Vitamientje" (zijn vrouw Linda).
Naast de vele kinder- en bedrijfsfeesten baat hij ook het restaurant "Jamboree" uit in Blankenberge, het combineert goed eten met gepaste animatie. Naast zijn restaurants en shows verzorgt hij ook al het materiaal voor feesten en bedrijfsbijeenkomsten. 
In 2019 opende hij een Bed and breakfast "Casa Chico" in de Wetstraat in Blankenberge, ze hadden er al een in Japanse stijl ‘Ikejime Chez Pierrot’ die hij had overgenomen. In 2019 namen ze ook deel aan Met Vier in Bed op VTM.